# Tijuca (género)
Tijuca es un género obsoleto de aves paseriformes perteneciente a la familia Cotingidae, que agrupaba a dos especies endémicas de la Mata Atlántica del sureste de Brasil. Se les conoce por el nombre popular de cotingas. Como resultado de profundos análisis genéticos, las dos especies fueron trasladadas al género Lipaugus, con lo cual el presente se volvió un sinónimo del mismo.

## Etimología
El nombre genérico femenino «Tijuca» aparentemente deriva del tupí «tijeguaçu», siendo «tijé o tié»: nombre genérico para diversas aves, tangaras y cotingas; y «guaçu»: grande.

## Taxonomía
Los datos genéticos de Ohlson et al. (2007) sugerían que Lipaugus y Tijuca son géneros hermanos; Berv & Prum (2014) encontraron fuertes evidencias que Lipaugus es parafilético en relación con Tijuca, y colocaron Tijuca atra y Tijuca condita dentro del género Lipaugus, bajo los nombres Lipaugus ater y L. conditus. La otra alternativa filogenéticamente aceptable sería separar Lipaugus en pelo menos 3 géneros, lo que crearía una confusión taxonómica innecesaria. De esta forma, colocando atra y condita dentro de Lipaugus, se comunica efectivamente que estas dos distintas especies evolucionaron de un ancestral Lipaugus sexualmente monomórfico. Los estudios de Settlekowki et al. (2020) suministraron nuevas y fuerte evidencias de que las dos especies de Tijuca están embutidas en Lipaugus. Con base en todas las evidencias, el Comité de Clasificación de Sudamérica (SACC) aprobó esta inclusión y la nueva secuencia linear del género Lipaugus; lo que fue seguido por las principales clasificaciones.